# Потарє
Потарє (словен. Potarje) — поселення в общині Тржич, Горенський регіон, Словенія. Висота над рівнем моря: 820,1 м.